# Pegomya cricophalla
Pegomya cricophalla este o specie de muște din genul Pegomya, familia Anthomyiidae, descrisă de Xue în anul 2003. Conform Catalogue of Life specia Pegomya cricophalla nu are subspecii cunoscute.